# Rudolf Andersen
Carl Rudolf Svend Andersen (ur. 11 sierpnia 1899 w Kopenhadze, zm. 7 lipca 1983 tamże) – duński gimnastyk, medalista olimpijski.
W 1920 r. reprezentował barwy Danii na letnich igrzyskach olimpijskich w Antwerpii, zdobywając złoty medal w ćwiczeniach wolnych drużynowo.